# Ферн Парк (Флорида)
Ферн Парк (енгл. Fern Park) насељено је место без административног статуса у америчкој савезној држави Флорида.

## Демографија
По попису из 2010. године број становника је 7.704, што је 614 (-7,4%) становника мање него 2000. године.
| Група             | 2000.         | 2010.         |
| Белци             | 6.388 (76,8%) | 5.577 (72,4%) |
| Афроамериканци    | 627 (7,5%)    | 629 (8,2%)    |
| Азијати           | 128 (1,5%)    | 141 (1,8%)    |
| Хиспаноамериканци | 1.067 (12,8%) | 1.231 (16,0%) |
| Укупно            | 8.318         | 7.704         |